# Cracu Almăj
Cracu Almăj – wieś w Rumunii, w okręgu Caraș-Severin, w gminie Sichevița. W 2011 roku liczyła 15 mieszkańców. 